# Rafael Bartual Vicens
Rafael Bartual Vicens (València, 26 d'agost de 1908 – 4 de novembre de 1974) fou un metge i acadèmic valencià, rector de la Universitat de València.

## Trajectòria
Fill del catedràtic de medicina Juan Bartual Moret, es llicencià en medicina a la Universitat de València, on s'especialitzà en otorrinolaringologia. Catedràtic, primer, a la Universitat de Cadis en 1943, passà a la de València en 1945. Publicà treballs sobre la paràlisi laríngia, la intervenció de la laringe i la paràlisi dels dilatadors. En maig de 1972 fou nomenat rector de la Universitat de València i procurador en Corts en substitució de Juan José Barcia Goyanes. Ocupà el càrrec fins a desembre de 1972. Va presentar la renúncia al càrrec de rector per tal de no secundar les demandes repressives del Ministre d'Educació sobre els estudiants.

## Obres
- Quimioterapia de la otitis (1947)
- Quimioterapia en otología (1949)
- Algunos aspectos evolutivos en el tratamiento del cáncer laríngeo (1951)